# Autogrill
Autogrill is een Italiaanse keten van onder andere wegrestaurants en restaurants op treinstations. Autogrill werd opgericht in 1977 toen de Italiaanse staatsmaatschappij IRI de restaurantsketens Motta, Pavesi en Alemagna opkocht en die samenvoegde. Autogrill heeft vestigingen in verschillende landen wereldwijd. Autogrill heeft 62.500 mensen in dienst.

## Geschiedenis

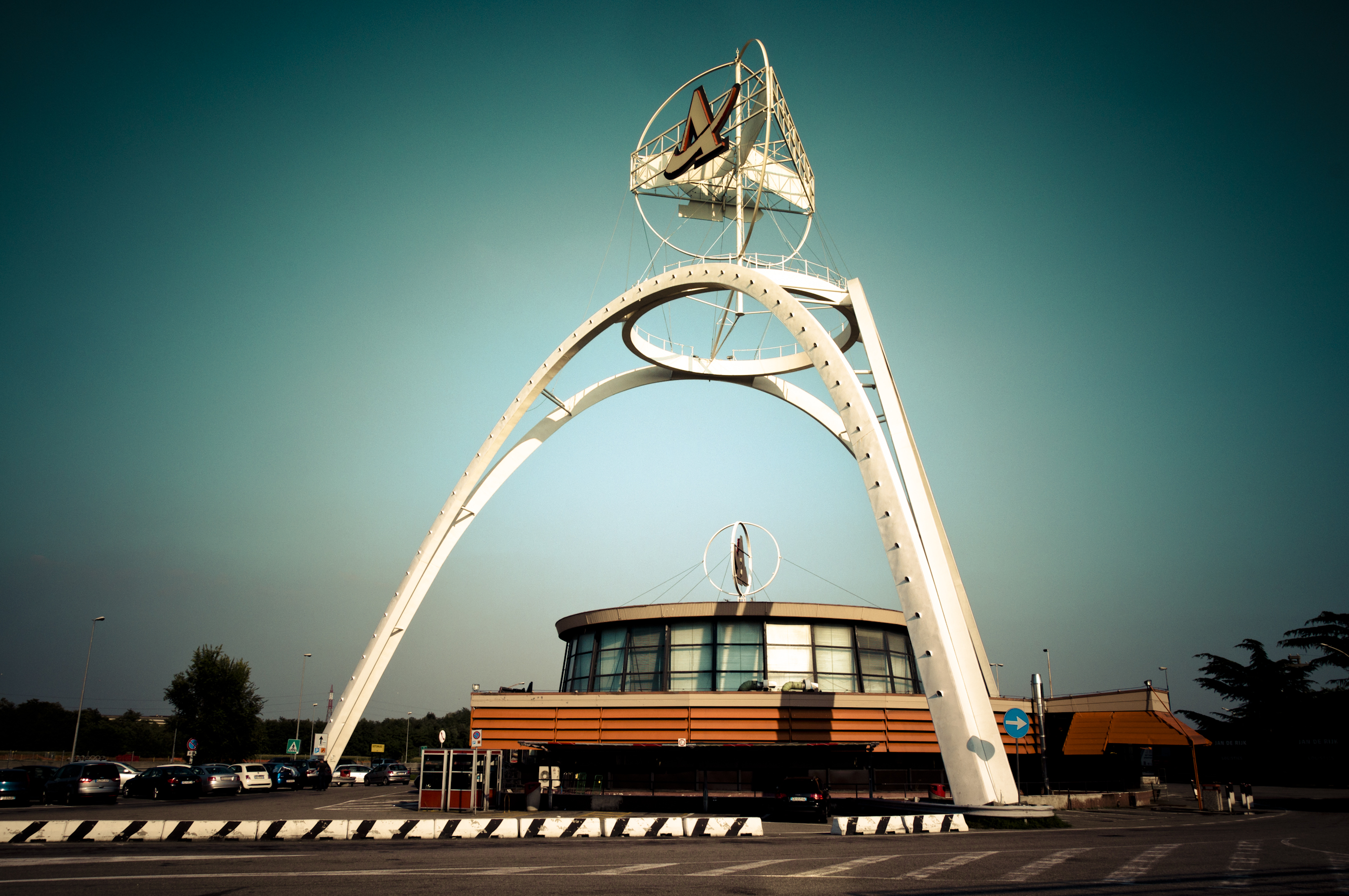
De oudste nog in gebruik zijnde Autogrill bij Lainate, in 1958 door Pavesi gebouwd langs de A8

De drie samenstellende delen van "Autogrill" zijn voortgekomen uit de Italiaanse levensmiddelenhandel. Angelo Motta begon in 1919 een fabriek voor lekkernijen en opende in 1928 in het centrum van Milaan de Bar Motta als verkooppunt. Gioacchino Alemagna begon zijn koffiehandel in 1921 en maakte in 1933 de stap naar de horeca met een bar-gebakswinkel aan het Piazza del Duomo in Milaan. Mario Pavesi begon in 1937 met een koekjesfabriek in Novara. Na de Tweede Wereldoorlog opende hij in 1947 bij Novara een verkooppunt langs de snelweg tussen Milaan en Turijn, waar hij zijn producten direct aan de consument kon verkopen. 
Pavesi pakte het groots aan en opende diverse wegrestaurants langs de snelwegen die in het Interbellum waren aangelegd. In 1949 werd het verkooppunt vervangen door een wegrestaurant, en al snel was er een succesvolle keten van meerdere restaurants. Deze werden ontworpen door huisarchitect Angelo Bianchetti, die met opvallende architectuur de aandacht van de weggebruiker wilde trekken. Als ultieme aandachttrekker kwam hij in 1957 met het voorstel voor een brugrestaurant waardoor de aandacht van de automobilist verzekerd was. De eerste twee eigen vestigingen, Novara in 1949 en Bergamo in 1955 droegen nog de naam van de koekjes; Pavesini. In Genua werd in 1954 intrek genomen in het tolhuis (44° 24′ 42″ NB, 8° 54′ 5″ OL) aan het zuidelijke einde van de autostrada Genua - Serravalle Scrivia, de latere A7. Daarna bouwde Bianchetti twee ronde restaurants, Lainate in 1958 en Ronco Scrivia in 1959, langs de eerste generatie snelwegen. In 1959 deponeerde Pavesi het begrip Autogrill voor zijn wegrestaurants. Het voorstel om Varazze als brugrestaurant te bouwen werd verworpen, zodat daar in 1960 het derde ronde restaurant tot stand kwam, maar langs de eerste naoorlogse snelweg kon eind 1959 het eerste brugrestaurant in Europa bij Arda worden geopend.

## Marktverdeling
Op 21 mei 1955 werd een plan voor de verdere aanleg van autosnelwegen van kracht en behalve Pavesi wilden ook Alemagna en Motta meedingen naar de concessies voor wegrestaurants en bars, die volgens het plan om de 25 km zouden worden aangelegd. De staatsoliemaatschappij ENI dong onder de naam AGIP mee naar de concessies voor tankstations, maar stapte ook in de horeca sector door middel van dochterbedrijf SEMI. Op hun beurt verbonden Motta en Pavesi zich met andere oliemaatschappijen, Motta met BP en Pavesi met Esso en Shell. Alemagna richtte zich onder de naam Autobar op de snackbars, waarbij ze vooral aanschoof bij AGIP tankstations waar AGIP niet zelf een horeca voorziening creëerde. In het zuiden van Italië mondde dit zelfs uit in het gebruik van de naam AGIP-Alemagna op de gevel. Motta noemde haar wegrestaurants Mottagrill.
Aan het eerste deel van de Autostrada del Sole kreeg AGIP zeven van de negentien tankstations en werd de rest verdeeld tussen vijf andere oliemaatschappijen. De twee hotels aan het begin en eind van de nieuwe snelweg gingen naar SEMI. Op acht pleisterplaatsen onderweg was plaats voor een restaurant. Motta en Pavesi mochten allebei één brugrestaurant bouwen, zodat op de overige zes pleisterplaatsen met restaurant plaats was voor twee concessies. Van deze concessies zijn er drie aan SEMI (RistorAGIP) toebedeeld en is de rest verdeeld tussen Alemagna, Motta en Pavesi. Tussen 1956 en 1962 werd de bestaande Autostrada Serenissima omgebouwd tot een snelweg met gescheiden rijbanen en ten oosten van Brescia verlengd. Pavesi verving haar vestigingen in Novara en Bergamo door een brugrestaurant en kreeg ook twee concessies ten oosten van Bergamo, één bij Erbusco halfweg Bergamo en Brescia, de ander bij Soave vlak bij Verona. Motta kreeg hier concessies bij Limena, bij Padua, en Greggio, halfweg Milaan en Turijn, en plande voor beide een brugrestaurant. De verzorgingsplaats halfweg Milaan en Turijn werd Villarboit genoemd en kreeg geen brugrestaurant maar een eigen restaurant voor iedere richting, Limena is in 1967 voltooid. De drie ketens zijn tot 1974 meegegroeid met het Autostrada net, waarbij Pavesi, net als de SEMI, ook in de motelbranche actief werd met vijf hotels tussen Florence en Salerno. Het Motel in Alfaterna was zelfs op de bovenste verdieping van het brugrestaurant gevestigd. De brugconstructie is daar inmiddels gesloopt. Pavesi deed in 1968 al een gooi naar het buitenland met een vestiging in Deitingen tussen Bern en Zürich in Zwitserland.

### Vestigingen van Alemagna
(afstanden en wegnummering als in 1974)
| Pleisterplaats | Type | Autostrada | KM | Geopend |
| -------------- | ---- | ---------- | -- | ------- |
| Santhia        | bar  | A4ovest    |    | 1964    |

### Vestigingen van Motta
(afstanden en wegnummering als in 1974)
| Pleisterplaats        | Type       | Autostrada | KM  | Geopend  | Ligging                        |
| --------------------- | ---------- | ---------- | --- | -------- | ------------------------------ |
| Badia al Pino (ovest) | mottagrill | A1         | 187 | 1964     | 43° 24′ 28″ NB, 11° 45′ 44″ OL |
| Cantagallo            | brug       | A1         | 352 | 19610423 | 44° 27′ 22″ NB, 11° 16′ 48″ OL |
| Somaglia (ovest)      | mottagrill | A1         | 507 | 1960     | 45° 08′ 30″ NB, 9° 37′ 58″ OL  |
| Tre Pini a Teano      | mottagrill | A2         | 152 | 1964     | 41° 14′ 3″ NB, 14° 05′ 40″ OL  |
| Villarboit            | mottagrill | A4 ovest   | 64  |          | 45° 27′ 27″ NB, 8° 20′ 46″ OL  |
| Limena                | brug       | A4         | 233 | 19670402 | 45° 26′ 54″ NB, 11° 50′ 41″ OL |
| Bevano (est)          | mottagrill | A14        | 514 | 1967     | 44° 13′ 3″ NB, 12° 10′ 41″ OL  |

### Vestigingen van Pavesi
(afstanden en wegnummering als in 1974)
| Pleisterplaats                 | Type         | Autostrada | KM  | Geopend     | Ligging                        |
| ------------------------------ | ------------ | ---------- | --- | ----------- | ------------------------------ |
| Rho                            | bar          | A0         | 1   | 1968 - 1973 | 45° 32′ 14″ NB, 9° 03′ 28″ OL  |
| Assago                         | bar          | A0         | 19  | 1968 - 1973 | 45° 24′ 4″ NB, 9° 07′ 16″ OL   |
| Rozzano                        | bar          | A0         | 25  | 1968 - 1973 | 45° 23′ 29″ NB, 9° 11′ 21″ OL  |
| Feronia                        | brug         | A1         | 18  | 19641004    | 42° 8′ 6″ NB, 12° 36′ 7″ OL    |
| Giove                          | vierkant     | A1         | 72  | < 1968      | 42° 30′ 2″ NB, 12° 18′ 43″ OL  |
| Tevere ovest                   | motel        | A1         | 89  | < 1968      | 42° 37′ 32″ NB, 12° 13′ 47″ OL |
| Tevere est                     | vierkant     | A1         | 89  | < 1968      | 42° 37′ 26″ NB, 12° 13′ 56″ OL |
| Montepulciano                  | brug         | A1         | 158 | 1967        | 43° 8′ 9″ NB, 11° 51′ 52″ OL   |
| Chianti - Ripoli               | brug         | A1         | 248 | 19640429    | 43° 43′ 45″ NB, 11° 19′ 60″ OL |
| Aglio                          | autogrill    | A1         | 298 | < 1968      | 44° 01′ 44″ NB, 11° 13′ 32″ OL |
| Roncobilaccio (ovest)          | autogrill    | A1         | 311 | < 1968      | 44° 07′ 2″ NB, 11° 13′ 51″ OL  |
| Secchia (ovest)                | autogrill    | A1         | 394 | < 1968      | 44° 39′ 43″ NB, 10° 51′ 20″ OL |
| San Martino (est)              | camiongrill  | A1         | 436 | 1965        | 44° 49′ 38″ NB, 10° 22′ 47″ OL |
| Fiorenzuola d'Arda             | brug         | A1         | 478 | 19591229    | 44° 57′ 44″ NB, 9° 54′ 18″ OL  |
| Somaglia (est)                 | hal          | A1         | 507 | 1960        | 45° 08′ 36″ NB, 9° 38′ 5″ OL   |
| San Zenone (est)               | autogrill    | A1         | 536 | 1960        | 45° 19′ 20″ NB, 9° 22′ 35″ OL  |
| Varazze                        | rondo        | A10        | 24  | 1959        | 44° 22′ 9″ NB, 8° 36′ 38″ OL   |
| Ceriale (nord)                 | bar          | A10        | 79  | 1968 - 1973 | 44° 05′ 19″ NB, 8° 12′ 21″ OL  |
| Valle Chiappa                  | bar          | A10        | 99  | 1968 - 1973 | 43° 56′ 33″ NB, 8° 06′ 46″ OL  |
| Bordighera (nord)              | bar          | A10        | 147 | 1974        | 43° 47′ 57″ NB, 7° 41′ 27″ OL  |
| Peretola                       | bar          | A11        | 2   | < 1968      | 43° 49′ 10″ NB, 11° 10′ 23″ OL |
| Serravalle Pistoiese           | brug         | A11        | 34  | 1962        | 43° 53′ 28″ NB, 10° 49′ 31″ OL |
| Monte Quiesa                   | bar          | A11        | 79  | 1968 - 1973 | 43° 51′ 15″ NB, 10° 24′ 30″ OL |
| Riviera (est)                  | bar          | A12        | 48  | 1968 - 1973 | 44° 16′ 33″ NB, 9° 25′ 12″ OL  |
| Brugnato (ovest)               | bar          | A12        | 76  | 1968 - 1973 | 44° 13′ 36″ NB, 9° 43′ 47″ OL  |
| Magra (est)                    | bar          | A12        | 96  | 1968 - 1973 | 44° 08′ 17″ NB, 9° 55′ 2″ OL   |
| Adige                          | bar          | A13        | 45  | 1968 - 1973 | 45° 02′ 30″ NB, 11° 42′ 35″ OL |
| Castello Bentivoglio           | bar          | A13        | 101 | < 1968      | 44° 37′ 20″ NB, 11° 25′ 9″ OL  |
| La Saline (est)                | bar          | A14        | 26  | 1968 - 1973 | 41° 19′ 49″ NB, 15° 52′ 34″ OL |
| Gargano                        | bar          | A14        | 61  | 1968 - 1973 | 41° 35′ 29″ NB, 15° 30′ 4″ OL  |
| Lesina - Cave di Apricena      | bar          | A14        | 88  | 1968 - 1973 | 41° 46′ 48″ NB, 15° 23′ 7″ OL  |
| Alento (est)                   | bar          | A14        | 210 | 1968 - 1973 | 42° 23′ 16″ NB, 14° 17′ 21″ OL |
| Piomba - Torre Cerrano (ovest) | bar          | A14        | 241 | 1974        | 42° 31′ 50″ NB, 14° 07′ 28″ OL |
| Chienti (est)                  | bar          | A14        | 340 | 1974        | 43° 17′ 10″ NB, 13° 43′ 25″ OL |
| Conero (est)                   | bar          | A14        | 365 | 1974        | 43° 28′ 57″ NB, 13° 35′ 46″ OL |
| Metauro (est)                  | bar          | A14        | 438 | 1968 - 1973 | 43° 45′ 21″ NB, 13° 08′ 45″ OL |
| Montefeltro (Est)              | autogrill    | A14        | 477 | 1968 - 1973 | 43° 59′ 42″ NB, 12° 37′ 9″ OL  |
| Bevano (ovest)                 | hal          | A14        | 514 | < 1968      | 44° 13′ 1″ NB, 12° 10′ 32″ OL  |
| Medesano (ovest)               | bar          | A15        | 11  | 1974        | 44° 44′ 42″ NB, 10° 09′ 45″ OL |
| Tirreno (ovest)                | bar          | A16        | 26  | 1968 - 1973 | 42° 01′ 45″ NB, 11° 57′ 46″ OL |
| Arrone (est)                   | bar          | A16        | 57  | < 1968      | 41° 52′ 28″ NB, 12° 15′ 10″ OL |
| Mirabella (nord)               | bar          | A17        | 77  | 1968 - 1973 | 41° 03′ 40″ NB, 15° 00′ 51″ OL |
| Calaggio                       | bar          | A17        | 106 | 1968 - 1973 | 41° 03′ 57″ NB, 15° 18′ 54″ OL |
| Torre Alemanna (sud)           | bar          | A17        | 137 | 1968 - 1973 | 41° 10′ 42″ NB, 15° 37′ 58″ OL |
| Ofanto                         | autogrill    | A17        | 153 | 1968 - 1973 | 41° 11′ 28″ NB, 15° 48′ 42″ OL |
| Dolmen di Bisceglie            | bar          | A17        | 213 | < 1968      | 41° 11′ 35″ NB, 16° 28′ 54″ OL |
| Murge                          | bar          | A17        | 240 | < 1968      | 41° 05′ 42″ NB, 16° 46′ 8″ OL  |
| Frascati                       | brug         | A2         | 6   | 1963        | 41° 49′ 55″ NB, 12° 39′ 24″ OL |
| La Macchia est                 | autogrill    | A2         | 56  | < 1968      | 41° 41′ 12″ NB, 13° 11′ 20″ OL |
| La Macchia ovest               | motel        | A2         | 56  | < 1968      | 41° 41′ 8″ NB, 13° 11′ 15″ OL  |
| Casilina                       | vierkant     | A2         | 104 | 1964        | 41° 29′ 47″ NB, 13° 40′ 60″ OL |
| San Nicola                     | motel        | A2         | 182 | < 1968      | 41° 02′ 56″ NB, 14° 19′ 27″ OL |
| Crocetta (sud)                 | vinibar      | A21        | 48  | 1968 - 1973 | 44° 54′ 14″ NB, 8° 21′ 49″ OL  |
| Stradella                      | autogrill    | A21        | 130 | 1968 - 1973 | 45° 04′ 57″ NB, 9° 19′ 1″ OL   |
| Cremona                        | bar          | A21        | 191 | 1968 - 1973 | 45° 06′ 51″ NB, 10° 03′ 26″ OL |
| Campogalliano                  | bar          | A22        | 5   | 1968 - 1973 | 44° 42′ 13″ NB, 10° 50′ 57″ OL |
| Po                             | bar          | A22        | 45  | 1974        | 45° 03′ 59″ NB, 10° 50′ 39″ OL |
| Adige Brennero                 | bar          | A22        | 126 | 1968 - 1973 | 45° 41′ 35″ NB, 10° 54′ 43″ OL |
| Laimburg                       | bar          | A22        | 218 | 1968 - 1973 | 46° 23′ 10″ NB, 11° 17′ 41″ OL |
| Civita                         | bar          | A24        | 48  | 1968 - 1973 | 42° 04′ 2″ NB, 13° 02′ 15″ OL  |
| Torre Annunziata               | motel        | A3         | 22  | < 1968      | 40° 45′ 7″ NB, 14° 28′ 20″ OL  |
| Alfaterna                      | brug / motel | A3         | 40  | 1971        | 40° 43′ 58″ NB, 14° 40′ 44″ OL |
| Campagna                       | bar          | A3         | 96  | 1968 - 1973 | 40° 37′ 27″ NB, 15° 10′ 57″ OL |
| Frascineto                     | bar          | A3         | 242 | 1968 - 1973 | 39° 50′ 31″ NB, 16° 14′ 42″ OL |
| Rogliano                       | bar          | A3         | 332 | 1968 - 1973 | 39° 11′ 17″ NB, 16° 18′ 27″ OL |
| Lambro                         | bar          | A4         | 9   | 1968 - 1973 | 45° 32′ 53″ NB, 9° 12′ 28″ OL  |
| Brianza                        | bar          | A4         | 24  | < 1968      | 45° 34′ 29″ NB, 9° 23′ 37″ OL  |
| Brembo - Osio                  | brug         | A4         | 42  | 1962        | 45° 37′ 54″ NB, 9° 35′ 55″ OL  |
| Sebino - Erbusco               | brug         | A4         | 75  | 1962        | 45° 35′ 37″ NB, 9° 57′ 54″ OL  |
| Valtrompia                     | bar          | A4         | 86  | 1968 - 1973 | 45° 31′ 57″ NB, 10° 08′ 57″ OL |
| S. Giacomo - Rezzato           | hal          | A4         | 104 | 1968 - 1973 | 45° 29′ 16″ NB, 10° 18′ 8″ OL  |
| Soave                          | brug         | A4         | 178 | 1969        | 45° 24′ 38″ NB, 11° 13′ 58″ OL |
| Fratta de Portogruaro          | autogrill    | A4 est     | 56  | 1968 - 1973 | 45° 48′ 15″ NB, 12° 53′ 14″ OL |
| Gonars                         | bar          | A4 est     | 89  | 1968 - 1973 | 45° 52′ 52″ NB, 13° 15′ 32″ OL |
| Cigliano                       | bar          | A4 ovest   | 33  | < 1968      | 45° 17′ 12″ NB, 8° 02′ 3″ OL   |
| Novara                         | brug         | A4 ovest   | 90  | 1962        | 45° 28′ 6″ NB, 8° 39′ 24″ OL   |
| Pero                           | bar          | A4 ovest   | 127 | 1968 - 1973 | 45° 30′ 50″ NB, 9° 04′ 13″ OL  |
| Scarmagno                      | bar          | A5         | 35  | < 1968      | 45° 24′ 25″ NB, 7° 50′ 51″ OL  |
| Rio dei Cocchi                 | bar          | A6         | 11  | 1968 - 1973 | 44° 52′ 25″ NB, 7° 44′ 53″ OL  |
| Mondovì                        | bar          | A6         | 62  | < 1968      | 44° 26′ 4″ NB, 7° 51′ 1″ OL    |
| Dorno                          | brug         | A7         | 36  | 19640511    | 45° 8′ 53″ NB, 8° 59′ 29″ OL   |
| Bettole di novi                | autogrill    | A7         | 81  | < 1968      | 44° 45′ 38″ NB, 8° 50′ 19″ OL  |
| Valle Scrivia                  | bar          | A7         | 96  | < 1968      | 44° 40′ 14″ NB, 8° 54′ 23″ OL  |
| Giovi - Ronco scrivia          | rondo        | A7         | 108 | 1959        | 44° 36′ 16″ NB, 8° 57′ 12″ OL  |
| Campora - Genova               | autogrill    | A7         | 121 | < 1968      | 44° 31′ 46″ NB, 8° 56′ 27″ OL  |
| Verbano                        | bar          | A8         | 39  | < 1968      | 45° 42′ 11″ NB, 8° 44′ 6″ OL   |
| Brughiera                      | bar          | A8         | 43  | < 1968      | 45° 45′ 45″ NB, 8° 48′ 37″ OL  |
| Villoresi - Lainate            | rondo        | A9         | 7   | 1958        | 45° 33′ 31″ NB, 9° 2′ 22″ OL   |
| Lario                          | bar          | A9         | 29  | 1968 - 1973 | 45° 43′ 45″ NB, 9° 01′ 44″ OL  |
| Deitingen Nord                 | autogrill    | N1         | 54  | 1968        | 47° 13′ 43″ NB, 7° 37′ 18″ OL  |

## Nationalisatie
In 1974 hadden de drie ketens 261 vestigingen langs de autostrada, 121 van Alemagna, 41 van Motta en 99 van Pavesi, toen de ketens, mede als gevolg van de oliecrisis, in de rode cijfers kwamen. De groei was er uit en in Italië stak de stagflatie de kop op, zodat ook een herstel moeilijk zou worden. Sluiting van de wegrestaurants was echter geen optie en de drie bedrijven verkochten hun restaurants aan de  Staatsholding Istituto per la Ricostruzione Industriale (IRI). In 1977 werden de drie restaurantketens Motta, Pavesi en Alemagna door IRI samengevoegd tot één bedrijf. De wegrestaurants kregen vanaf toen allemaal de naam Autogrill. In 1993 begon de uitbreiding buiten Italië met de overname van 50% van Les 4 Pentes uit Frankrijk en van het Spaanse Procace.

## Privatisering
In 1995 privatiseerde de Italiaanse overheid Autogrill en daarmee werd het een zelfstandige keten. In 1997 werden de aandelen aan de beurs van Milaan genoteerd. Via investeringsmaatschappij Schematrentaquattro heeft de familie Benetton bijna 60% van de aandelen in handen terwijl 32% van de aandelen vrij in omloop zijn.. 
Na de beursgang is de uitbreiding buiten Italië voortgezet. In 1998 werden de Franse Sogerba-restaurants, de AC Restaurants in de Benelux en 14 restaurants in Duitsland en Oostenrijk van Wienerwald opgekocht. In 1999 volgde de stap naar de Verenigde Staten met de aankoop van Host Marriott Services. 
De Zwitserse Passagio Holding AG volgde in 2001. In 2002 werd 70% van de Spaanse Receco-restaurants op treinstations verworven en SMSI Travel Centres inc. in de Verenigde Staten in het portofolio opgenomen. In 2003 werd ook Anton Airfood in de Verenigde Staten aangekocht. In 2005 volgde een uitbreding van de luchtvaart gerelateerde activiteiten met een aandeel van 50% in de Spaanse luchthavenrestaurant en taxfreeketen Aldeasa en 49,9% in Stegenberger gastronomie dat onder meer de restaurants op de luchthaven van Frankfurt am Main exploiteert. In 2006 volgde de luchthavenrestaurantketen Cara in Canada. In 2007 verwierf Autogrill het Belgische Carestel en het luchtvaartcateringbedrijf Alphagroup zodat sindsdien ook in de lucht maaltijden verzorgd worden. In 2008 is begonnen met de aankoop van bestaande wegrestaurants langs de Autobahnen in Duitsland en in 2009 heeft dochterbedrijf Autogrill Schweiz AG wegrestaurants geopend in het westen van Oostenrijk en in Slovenië.

## Portfolio

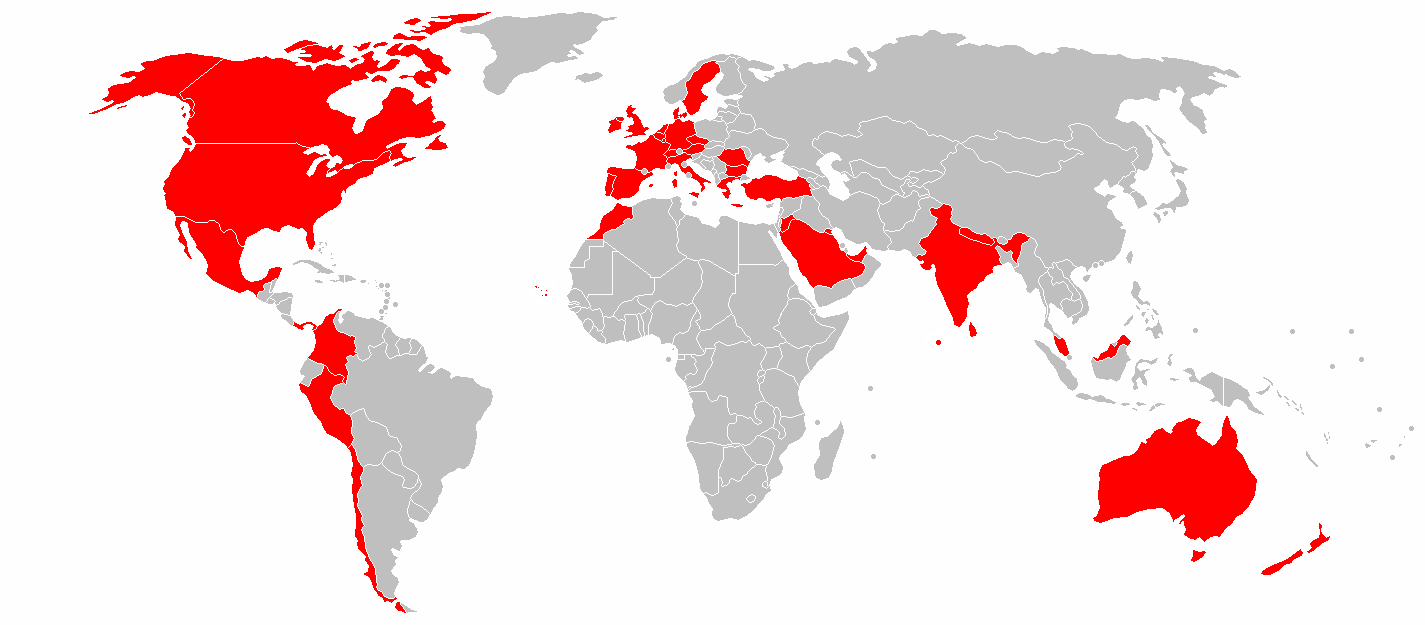
Landen waarin Autogrill vestigingen heeft (of overgenomen restaurants ervan).

Het bedrijf heeft inmiddels 5500 filialen op 1200 locaties in 43 landen.
Daarbij wordt gehandeld onder meer dan 350 merken, waarvan 50 huismerken (zoals Autogrill, Spizzico, O'Conway's, Flatbreadz) en meer dan 200 op basis van licenties, zoals Pizza Hut, Starbucks, Burger King en Häagen-Dazs.
De horeca (werkmaatschappij "Food & beverage") zorgt voor 68% van de omzet, handel en tax-free (werkmaatschappij "Travel Retail & Duty free") 25% en 7% wordt behaald in de bevoorrading van vliegtuigen ("werkmaatschappij"). De internationale verdeling ligt anders, terwijl Food & beverage 48% van de omzet in Noord-Amerika en 34% in Italië realiseert, is Travel Retail & Duty free met name in Groot-Brittannië (42%) en Spanje (37%) actief. Flight is voornamelijk in Groot-Brittannië en Ierland actief.